# WinUAE
WinUAE – wersja emulatora UAE przeznaczona do działania z systemem Windows. UAE jest wspólnym dziełem wielu fanów Amigi, których celem było stworzenie emulatora działającego pod wieloma systemami operacyjnymi. Kod źródłowy UAE jest objęty GNU Public License, jest dostępny na zasadach tej licencji i każdy wkład w jego ulepszanie jest mile widziany.
Za jego pomocą można uruchomić większość gier, dem i programów przeznaczonych dla tego komputera. Ogólna zgodność z prawdziwą Amigą jest bardzo wysoka, ponadto WinUAE zawiera wiele ulepszeń niedostępnych w standardowej Amidze. Dzięki przejrzystemu interfejsowi jego obsługa i konfiguracja jest bardzo prosta i nie wymaga od użytkownika rozległej wiedzy.
Na bazie WinUAE rozwija się nadal szereg kompilacji (AmiKit, AmigaSYS) oprogramowania pozwalających doświadczyć nowoczesnego systemu klasycznej Amigi (w oparciu o dostępny nadal w sprzedaży AmigaOS i plik ROM). Zawierają wiele rozszerzeń systemu AmigaOS i dodatków (w skład Amikit wchodzi ponad 20.000 plików!) zmieniających domyślną instalację AmigaOS w kompletnie odnowione i świeże środowisko.